# Apanteles ussuriensis
Apanteles ussuriensis är en stekelart som beskrevs av Telenga 1955. Apanteles ussuriensis ingår i släktet Apanteles och familjen bracksteklar. Inga underarter finns listade i Catalogue of Life.